# Salim Muftić
Salim-efendija Muftić (1876 Sarajevo, Osmanská říše – 25. května 1938 Sarajevo, Království Jugoslávie), někdy chybně jako Salem, byl bosenskohercegovský duchovní, sarajevský muftí a předseda Ulema-medžlisu v Sarajevu Islámského společenství, bosňáckého původu. Jeho otec Mustafa Hilmi-efendija Hadžiomerović byl první reisu-l-ulema v Bosně a Hercegovině.

## Životopis
Pochází ze starobylé rodiny Omić z Bosenské krajiny, která často střídala příjmení (ta se v Bosně a Hercegovině ustálila za rakousko-uherské okupace po roce 1878). Roku 1883 začal v rodném Sarajevu navštěvovat mekteb, islámskou základní školu, nato dokončil Gazi Husrev-begovu medresu. V medrese působil tehdy jako hlavní učitel, mudarris, jeho otec Mustafa Hilmi Hadžiomerović (1816–1895), načež stejnou pozici získal jeho bratr Mehmed Refik-efendija Muftić (1854–1916). Hadžiomerović kromě toho byl od roku 1856 sarajevský muftí a mezi lety 1882 a 1893 také první reisu-l-ulema Islámského společenství v Bosně a Hercegovině.
Ve vzdělávání Salim následně pokračoval na Šarí‘atské soudní škole v Sarajevu (1893–1898), dva roky pracoval jako muid, suplent, v Gazi Husrev-begově medrese, než se rozhodl pokračovat ve studiích v Istanbulu. Po návratu do vlasti byl znovu jmenován muidem v Gazi Husrev-begově medrese (1900–1914). Na tomto postu setrval až do roku 1914, kdy byl zvolen sarajevským muftím. Nato 2. května 1930 – poté co došlo k reorganizaci struktur Islámského společenství v Bosně a Hercegovině a spojení islámských duchovních organizací v Jugoslávii do jediné na čele s reisu-l-ulemou v Bělehradě – byl jmenován za předsedu nejvyšší duchovní rady, Ulema-medžlisu v Sarajevu (předsedou Ulema-medžlisu ve Skopji se stal Vejsil-ef. Ališan), a současně zvolen ředitelem Gazi Husrev-begovy medresy (25. července 1930–17. března 1936). V této funkci působil šest let, než byl po opětovné restrukturalizaci Islámského společenství konečně penzionován. Jeho místo tehdy zaujal Fehim-efendija Spaho, jehož bratr Mehmeda Spaha vedl Jugoslávskou muslimskou organizaci (JMO), s nímž se v politických i náboženských názorech rozcházel. Ve 30. letech, tj. po královském převratu v Jugoslávii, měl totiž na rozdíl od JMO blízko k vládnoucímu režimu. Sám roku 1930 kandidoval na post reisu-l-ulemy, nejvyššího duchovního představitele Islámského společenství, ale nakonec skončil druhý za Ibrahimem Maglajlićem. Od ledna 1932, kdy dostal pověřovací dekret od krále Alexandra I., až do své smrti byl rovněž členem Senátu Království Jugoslávie, horní komory jugoslávského parlamentu. V této době se rovněž aktivně přičinil o rozvoj Gazi Husrev-begovy medresy a dalších muslimských středních škol. Begova medresa získala novou budovu, vzdělávací plán i ženskou sekci, tiskly se nové učebnice. Do toho podporoval snahu vydat Kurʼán v místním jazyce (roku 1938 vyšly hned dva překlady).
V září 1913 byl na seznamu tří kandidátů na post reisu-l-ulemy, císař František Josef I. nakonec ale vybral Mehmeda Džemaluddin-efendiju Čauševiće. Roku 1914 se stal místopředsedou Sdružení bosensko-hercegovské ‘ilmijje (Udruženje bosansko-hercegovačke ilmijje), stavovské organizace islámských duchovních pod vedením reisu-l-ulemy. Ta ale kvůli počínající válce ztratila na významu a prakticky zanikla.
Salimova dcera Sejda se vdala za Hamdiju Ćemerliće, jednoho z prvních muslimských doktora práv, kterého podporoval na jeho studiích.